# Kurt Uhlenbroock
Kurt Robert Erich Willy Hans Uhlenbroock (* 2. März 1908 in Rostock; † 7. August 1992 in Hamburg) war ein deutscher SS-Sturmbannführer und kurzzeitig Standortarzt im KZ Auschwitz.

## Biografie
Uhlenbroock, Sohn eines Kaufmanns besuchte die Große Stadtschule Rostock und studierte an den Universitäten Rostock und Innsbruck. Er trat im Jahr 1933 der SA bei und 1937 der NSDAP (Mitgliedsnummer 3.982.866) bei. 1935 promovierte er in Rostock mit dem Thema „Über den Einfluß der Herzaktion auf die Durchblutung der Koronararterien“.  Ab 1938 war Uhlenbroock als Polizeioberarzt in Hamburg im Range eines Stabsarztes tätig. Anfang Januar 1940 wurde Uhlenbroock Angehöriger der Waffen-SS (SS-Nummer 391.825) und war als Stabsarzt bei der 4. SS-Polizei-Panzergrenadier-Division eingesetzt. Vom 25. Februar 1942 bis zum 18. März 1942 war er beim SS-Ersatzbataillon in Oranienburg tätig und ab Anfang Juni 1942 beim SS-Sanitätsamt in Berlin eingesetzt. Zur Seuchenbekämpfung wurde Uhlenbroock kurzzeitig am 17. August 1942 ins KZ Auschwitz versetzt und fungierte dort bis zum 1. September 1942 als Standortarzt. In diese Zeit fällt am 29. August 1942 die Vergasung des gesamten Infektionsblocks des Konzentrationslagers Auschwitz mit nahezu 800 Menschen. In Auschwitz infizierte sich Uhlenbroock jedoch selbst mit Fleckfieber, ihm folgte als Standortarzt im KZ Auschwitz Eduard Wirths nach. Uhlenbroock war nach seiner Genesung ab dem 25. November 1942 bei der 5. SS-Panzer-Division „Wiking“ eingesetzt. Mitte Juli 1943 wechselte Uhlenbroock zum Sanitätsamt der Ordnungspolizei. Bei der Waffen-SS erreichte Uhlenbroock 1943 den Rang eines SS-Sturmbannführers.
Nach Ende des Zweiten Weltkrieges betrieb er am Hamburger Schulterblatt 112 ein Labor für Arzneimittelüberprüfung, fungierte als niedergelassener Arzt mit eigener Praxis und war in Hamburger Krankenhäusern tätig.
Im Zuge der Ermittlungen zum ersten Frankfurter Auschwitzprozess wurde Uhlenbroock am 14. November 1960 verhaftet und in Hamburg vernommen. Am 17. November 1960 entgegnete Uhlenbroock den Ermittlungsbeamten: „Ich selbst war als SS-Häftling in Auschwitz“. Auf Uhlenbroock waren die Ermittler durch eine von dem ehemaligen Auschwitzhäftling Hermann Langbein zur Verfügung gestellte amerikanische Kriegsverbrecherliste gestoßen. Diese Liste umfasste 599 namentlich genannte Beschuldigte, Uhlenbroock war mit der Nummer 561 verzeichnet. Ihm wurde vorgeworfen, Lagerärzte zum sogenannten „Rampendienst“ eingeteilt und Selektionen im Häftlingskrankenbau befohlen zu haben. Am 29. November 1960 erhielt Uhlenbroock Haftverschonung, und seine gerichtliche Verfolgung wurde mangels Beweisen und Zeugen eingestellt. Am 4. September 1964 sagte Uhlenbroock als Zeuge im Frankfurter Auschwitzprozess aus.